# Dipsina multimaculata
Dipsina multimaculata — вид змій родини піщаних змій (Psammophiidae). Мешкає в Південній Африці. Це єдиний представник монотипового роду Dipsina. Умовно отруйна змія (реальної небезпеки для людини не становить).

## Опис

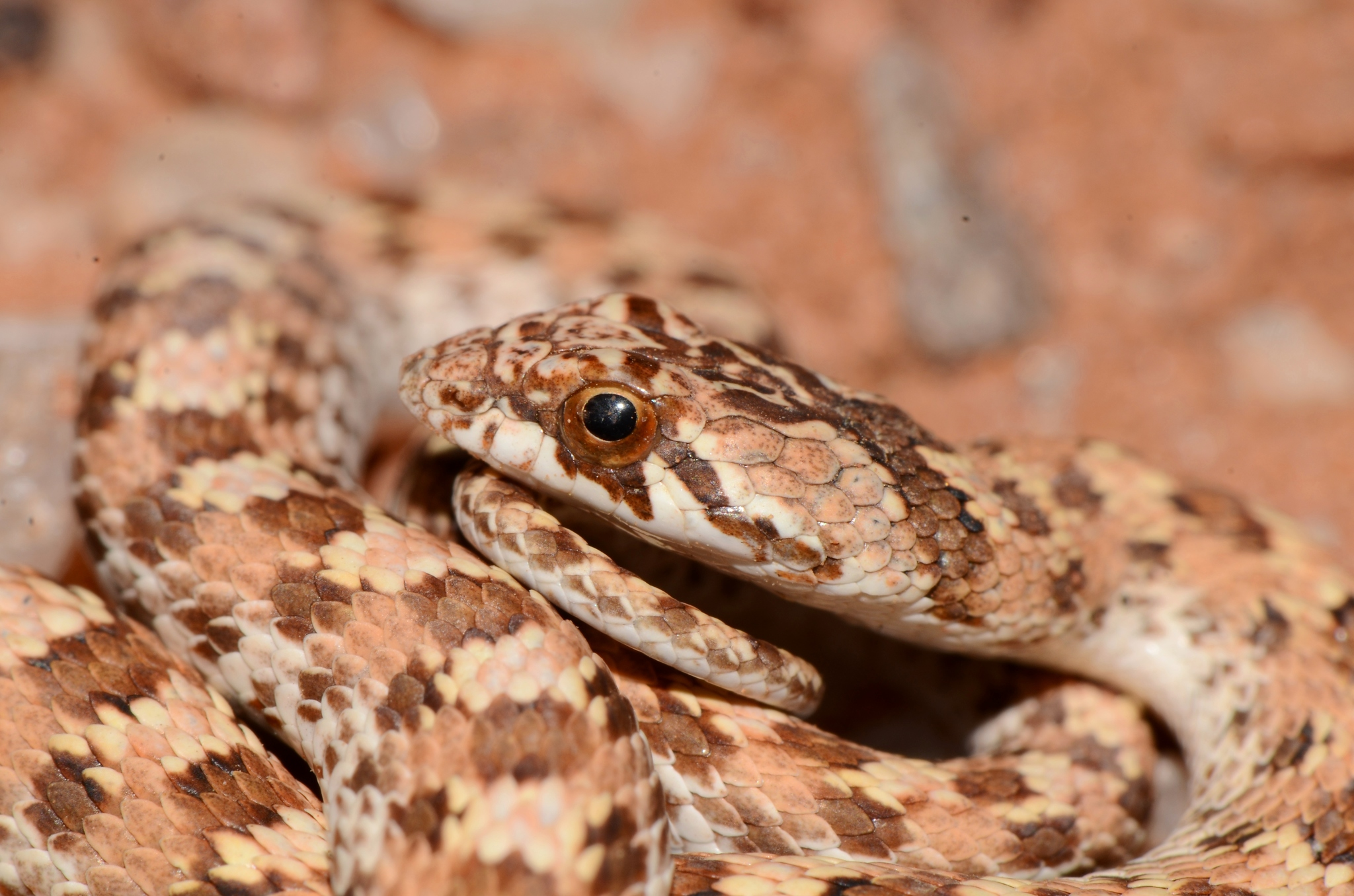
Голова змії

Dipsina multimaculata — невелика змія завдовжки 30—32 см (без врахування хвоста), максимально — до 50 см. Тіло вкрите гладкими лусками. Голова коротка, дзьобоподібна. Очі великі. Забарвлення доволі мінливе, візерунок складається з ряду пастельних плям уздовж хребта й кількох рядів нерегулярних темних плям на світло-коричневому або помаранчевому фоні. На шиї є темна V-подібна пляма.

## Поширення й екологія
Dipsina multimaculata мешкають у Намібії, на південному заході Ботсвани та на заході Південно-Африканської Республіки. Вони живуть у сухих біотопах з піщаним або кам'янистим субстратом, таких як сухі русла річок, скелясті схили, сухі савани та пустелі. Ведуть прихований спосіб життя. Живляться дрібними ящірками, на яких полюють із засідки, ховаючись під невисокими чагарниками. Самі Dipsina multimaculata іноді стають здобиччю птахів, сурикатів, інших змій, варанів і навіть великих безхребетних. У разі небезпеки змія намагається мімікрувати під дрібних африканських гадюк, приймаючи зручну позу для кидка і шиплячи. Однак вона не здатна зашкодити людині, оскільки отруйні зуби змії розташовуються в глибині рота, і через дрібні розміри змія не може пошкодити ними частину тіла, яку вона кусає. Dipsina multimaculata відкладають яйця, у кладці 2—4 яйця.